# Felsőmihályfalva
Felsőmihályfalva (horvátul: Gornji Mihaljevec, 1930-ig Gornji Mihalovec) falu és községközpont Horvátországban, Muraköz megyében.

## Fekvése
Csáktornyától 10 km-re északnyugatra a Muraközi-dombság területén fekszik.

## A község települései
13 falu tartozik hozzá: Delejes (Dragoslavec Selo), Farkashegy (Vukanovec) Felsődomboru (Gornja Dubrava), Hétvezér (Preseka), Királylak (Prhovec), Károlyszeg (Bogdanovec), Mártonhalom (Martinuševec ), Turzóvölgy (Tupkovec), Vargahegy (Vugrišinec ), Felsőmihályfalva (Gornji Mihaljevec), Zalabárdos (Badličan ), Újhegy (Dragoslavec Breg ) és Križopotje.

## Története
A települést 1478-ban "Mihalovecz maius" alakban említik először. A csáktornyai uradalomhoz tartozott.
1477-ben Hunyadi Mátyás Ernuszt János budai nagykereskedőnek és bankárnak adományozta, aki megkapta a horvát báni címet is. 1540-ben a csáktornyai Ernusztok kihalása után az uradalom rövid ideig a Keglevich családé. A csáktornyai uradalom részeként területe 1546-ban I. Ferdinánd király adományából a Zrínyieké lett. A falu 1650-ben a zágrábi püspökség oklevelében szerepel.
Miután Zrínyi Pétert 1671-ben felségárulás vádjával halálra ítélték és kivégezték minden birtokát elkobozták, így a birtok a kincstáré lett. III. Károly a Muraközzel együtt 1719-ben szolgálatai jutalmául elajándékozta Althan Mihály János cseh nemesnek. 1789-ben a régi fakápolna helyett felépült a mai templom és Felsőmihályfalva önálló plébánia székhelye lett. Ezzel a falu a környék hitéleti, gazdasági és kulturális központjává emelkedett. 1791-ben az uradalommal együtt gróf Festetics György vásárolta meg és ezután 132 évig a tolnai Festeticsek birtoka volt.
Vályi András szerint " MIHALEVECZ. Alsó, és Felső Mihalovecz. Két Horvát falu Szala várm. földes Urok G. Althán Uraság, és mások, fekszenek Sz. Máriához, és Lopatinchoz nem meszsze, lakosaik katolikusok, és másfélék is, földgyeik középszerűek, mint vagyonnyaik."
1920 előtt majd 1941 és 1945 között ismét Zala vármegye csáktornyai járásához Magyarországhoz tartozott. A magyar közigazgatásban körjegyzőségi székhely volt.

## Lakossága
1900-ban 185 lakosából 168 horvát, 15 magyar, és 1 fő német nemzetiségű volt. 1910-ben 198, zömében horvát és magyar lakosa volt. 1941-ben 585 lakosából öt ember kivételével mindenki magyar nemzetiségűnek vallotta magát. 1991-ben 298 lakosából 293 volt a horvát 1 fő a magyar nemzetiségű. A 2001-es népszámlálás adatai szerint Felsőmihályfalva faluközösség lakossága 2046 volt. Felsőmihályfalva lakosainak 97%-a horvát, 1,7%-a szlovén nemzetiségű.
A faluközösséghez tartozó települések lakosságszáma 2001-ben:
- Zalabárdos – 105
- Károlyszeg – 145
- Újhegy – 144
- Delejes – 220
- Felsődomboru – 252
- Felsőmihályfalva – 286
- Mártonhalom – 136
- Hétvezér – 70
- Királylak – 163
- Turzóvölgy – 93
- Vargahegy – 168
- Farkashegy – 264

## Nevezetességei
- Szent Katalin tiszteletére szentelt plébániatemploma[4] a 17. század végén épült a korábbi fakápolna helyett, melyet egészen 1690-ig említenek a korabeli forrásokban. A 18. század elején megújították, majd a század végén harangtoronnyal és sekrestyével bővítették.

- A Fájdalmas Krisztus-oszlopot[5] 1715-ben készítették. A falu kiemelkedő helyén, egykori temető területén, a Gornji Mihaljevec, Dragoslavec Breg és Dragoslavec felé menő utak kereszteződésében áll. Ez az egyik legszebb állapotban fennmaradt barokk oszlop ezen a területen, amelyen a Szenvedő Krisztus képe látható. Az 1715-ös évszámon kívül az oszlopon az adományozó Magda Horvatich neve és több ábra van bevésve. Ez az ikonográfiai ábrázolás nem szokatlan, sőt viszonylag gyakori Horvátországnak az északnyugati részén.

- Az ún. Farkašić-keresztet Dragutin Jamnić lepoglavai szobrász készítette 1994-ben hársfából a honvédő háború hőseinek emlékére.

## Külső hivatkozások
- Felsőmihályfalva község hivatalos oldala
- A helyi alapiskola honlapja
- A község a Muraköz információs portálján